# Mondbasis Alpha 1
Mondbasis Alpha 1 (englisch Space: 1999) ist eine britisch-italienische Science-Fiction-Fernsehserie aus den 1970er Jahren, die vom Ehepaar Gerry und Sylvia Anderson erdacht wurde.

## Handlung
Die Handlung setzt im Jahr 1999 ein, aus Sicht der Produktion 25 Jahre in der Zukunft. Die Mondbasis Alpha ist eine Forschungseinrichtung mit über 300 Menschen auf dem Erdtrabanten. Über der Mondoberfläche trainieren Astronauten mit Adler-Raumschiffen den ersten bemannten Flug zum Planeten Meta, wo es vage Anzeichen intelligenten Lebens gibt. Währenddessen grassiert unter den Besatzungsmitgliedern eine seltsame Krankheit, die das Gehirn zerstört und die Opfer in Raserei verfallen lässt. Obwohl auch Piloten der Meta-Fähre betroffen sind, wird die Epidemie vertuscht, um die Expedition nicht zu gefährden.
John Koenig, neuer Commander der Basis, wird misstrauisch und beginnt, die Vorfälle zu untersuchen. Entgegen dem Drängen des Befehlshabers auf der Erde, Commissioner Simmons, verschiebt Koenig den Start der interstellaren Expedition, bis genauere Informationen über die Krankheit vorliegen. Bei Nachforschungen entdecken der Wissenschaftler Victor Bergman und die Stationsärztin Dr. Helena Russell magnetische Strahlungen von den Atommülldeponien auf dem Mond, wo die nuklearen Abfälle der Erde entsorgt werden. Diese scheinen sowohl die Epidemie verursacht zu haben als auch die Erwärmung des Mülllagers 1, das kurz darauf Feuer fängt. Koenig ergreift sofort Maßnahmen, die übrigen konzentriert gelagerten Abfälle auf der Öberfläche zu verteilen, um eine Explosion des größeren Lagers 2 zu verhindern. Die Magneteffekte sind aber bereits so stark geworden, dass sie die Transportraumschiffe zum Absturz bringen. Am 13. September 1999 entzündet sich Mülllager 2. Die freigesetzte Energie schleudert den Mond aus dem Orbit der Erde. Die Besatzung der Basis kann erst wieder reagieren, als der Mond sich bereits zu weit von der Erde entfernt hat, um die Basis noch evakuieren zu können. Er treibt unaufhaltsam weiter ins All, wo sich unkalkulierbare so genannte Space Warps (Raum-Zeit-Sprünge) ereignen, durch die der Mond Lichtjahre in Sekunden überwindet.
Auf ihrer kosmischen Irrfahrt begegnen die nun Heimatlosen verschiedenen Kulturen und Lebensformen, die nicht immer freundlich gesinnt sind. In der Folge Schottische Geschichten etwa kommt es zu Kontakten mit einer Erde, die der Alpha-Besatzung wegen des großen zeitlichen Abstandes fremd geworden ist.

## Darsteller und Rollen
Die Besatzung der Mondbasis besteht aus Wissenschaftlern verschiedener Nationen unter der Leitung von Commander John Koenig. Nach der ersten Staffel wurden umfangreiche personelle Veränderungen vorgenommen: Martin Landau, Barbara Bain, Zienia Merton und Nick Tate blieben der Serie erhalten. Barry Morse, Prentis Hancock, Suzanne Roquette und Clifton Jones verloren allerdings ihr Engagement, ihre Figuren wurden ohne weitere Erklärung aus der Serie entfernt. Auch Dr. Mathias (Anton Phillips) verschwand kurz nach Beginn des zweiten Jahres kommentarlos von der Mondbasis.
Ab der zweiten Staffel stößt die Gestaltwandlerin Maya (Catherine Schell) hinzu; man traf sie auf dem Planeten Psychon, der kurz darauf explodierte. Ebenso spontan kamen außerdem Tony Verdeschi (Tony Anholt), Commander Yasko (Yasuko Nagazumi), Bill Fraser (John Hug) und Dr. Vincent (Jeffrey Kissoon) an Bord von Alpha.
| Darsteller       | Figur                | Staffel | Staffel |
| Darsteller       | Figur                | 1       | 2       |
| ---------------- | -------------------- | ------- | ------- |
| Martin Landau    | Cmdr. John Koenig    | HR      | HR      |
| Barbara Bain     | Dr. Helena Russell   | HR      | HR      |
| Barry Morse      | Prof. Victor Bergman | HR      |         |
| Nick Tate        | Captain Alan Carter  | HR      | HR      |
| Zienia Merton    | Sandra (Sahn) Benes  | HR      | NR      |
| Prentis Hancock  | Paul Morrow          | HR      |         |
| Clifton Jones    | David Kano           | NR      |         |
| Anton Phillips   | Dr. Bob Mathias      | NR      | NR      |
| Suzanne Roquette | Tanya Alexander      | NR      |         |
| Catherine Schell | Maya                 | [ A 2 ] | HR      |
| Tony Anholt      | Tony Verdeschi       |         | HR      |
| Jeffrey Kissoon  | Dr. Vincent          |         | NR      |
| Yasuko Nagazumi  | Commander Yasko      |         | NR      |
| John Hug         | Bill Fraser          |         | NR      |
| Stuart Damon     | Guido                | NR      |         |

Anmerkungen:
HR: Hauptrolle, NR: Nebenrolle
1. ↑  Bis Episode 26 Die Verstoßenen.
2. ↑  Catherine Schell trat bereits in einer anderen Rolle in der ersten Staffel auf.

## Episoden

### Ausstrahlung
Die insgesamt 48 Folgen der Serie wurden in zwei Staffeln gegliedert und erstmals in den Jahren 1975 bis 1977 ausgestrahlt. In Deutschland zeigte das ZDF vom 7. August 1977 bis zum 15. Oktober 1978 davon 30 Folgen, die um ca. 10 Minuten gekürzt waren. In Österreich zeigte der Sender FS 2 einige Episoden im Jahre 1982. Ab dem 30. März 2013 sendete RTL Nitro als deutsche TV-Premiere samstags alle 48 Folgen vollständig ungekürzt. Der Sender stützte sich dabei auf die DVD-Nachsynchronisation des Unternehmens e-m-s.
Die Reihenfolge richtet sich nach der DVD-Veröffentlichung. Berücksichtigt wurden auch die für die DVD-Veröffentlichung erstmals vergebenen deutschen Titel der im ZDF nicht ausgestrahlten Folgen.

### Erste Staffel (1975 bis 1976)
Produzenten: Gerry Anderson, Sylvia Anderson
| Prod.-Nr. | Lfd. Nummer | Titel                              | Originaltitel               | Regisseur        | Erstausstrahlung UK | Erstausstrahlung USA | Erstausstrahlung D (ZDF, gekürzt) | Erstausstrahlung D (RTL Nitro, ungekürzt) |
| --------- | ----------- | ---------------------------------- | --------------------------- | ---------------- | ------------------- | -------------------- | --------------------------------- | ----------------------------------------- |
| 1         | 01          | Die Katastrophe                    | Breakaway                   | Lee H. Katzin    | 4. Sep. 1975        | 6. Sep. 1975         | 7. Aug. 1977                      | 30. März 2013                             |
| 2         | 02          | Rückkehr der Toten                 | Matter of Life and Death    | Charles Crichton | 27. Nov. 1975       | 16. Sep. 1975        | 23. Juli 1978                     | 13. Apr. 2013                             |
| 3         | 03          | Die schwarze Sonne                 | Black Sun                   | Lee H. Katzin    | 6. Nov. 1975        | 11. Nov. 1975        | 26. März 1978                     | 20. Apr. 2013                             |
| 4         | 04          | Ein Ring von Licht                 | Ring around the Moon        | Ray Austin       | 15. Jan. 1976       | 6. Jan. 1976         | 12. März 1978                     | 27. Apr. 2013                             |
| 5         | 05          | Captain Zantor                     | Earthbound                  | Charles Crichton | 4. Dez. 1975        | 19. Jan. 1976        | 26. Feb. 1978                     | 6. Apr. 2013                              |
| 6         | 06          | Fast wieder daheim                 | Another Time, Another Place | David Tomblin    | 18. Dez. 1975       | 23. Sep. 1975        | 12. Feb. 1978                     | 4. Mai 2013                               |
| 7         | 07          | Koenig : 2                         | Missing Link                | Ray Austin       | 22. Jan. 1976       | 2. Feb. 1976         | 15. Jan. 1978                     | 11. Mai 2013                              |
| 8         | 08          | Das Glück der Träumenden           | Guardian of Piri            | Charles Crichton | 13. Nov. 1975       | 21. Okt. 1975        | 29. Jan. 1978                     | 18. Mai 2013                              |
| 9         | 09          | Das blaue Licht                    | Force of Life               | David Tomblin    | 11. Sep. 1975       | 7. Okt. 1975         | 18. Dez. 1977                     | 25. Mai 2013                              |
| 10        | 10          | Das Alpha-Kind                     | Alpha Child                 | Ray Austin       | 16. Okt. 1975       | 14. Okt. 1975        | nicht im ZDF gesendet             | 8. Juni 2013                              |
| 11        | 11          | Die Verwandlung                    | The Last Sunset             | Charles Crichton | 1. Jan. 1976        | 9. Feb. 1976         | 27. Nov. 1977                     | 15. Juni 2013                             |
| 12        | 12          | Der Mann, der seinen Namen änderte | Voyager’s Return            | Bob Kellett      | 9. Okt. 1975        | 25. Nov. 1975        | 13. Nov. 1977                     | 22. Juni 2013                             |
| 13        | 13          | Auf gefährlichem Kurs              | Collision Course            | Ray Austin       | 18. Sep. 1975       | 30. Sep. 1975        | 18. Sep. 1977                     | 29. Juni 2013                             |
| 14        | 14          | Ultima Thule                       | Death’s other Dominion      | Charles Crichton | 2. Okt. 1975        | 30. Dez. 1975        | nicht im ZDF gesendet             | 6. Juli 2013                              |
| 15        | 15          | Die Steinzeitfalle                 | The Full Circle             | Bob Kellett      | 11. Dez. 1975       | 23. Dez. 1975        | 30. Okt. 1977                     | 13. Juli 2013                             |
| 16        | 16          | Unsterblich                        | End of Eternity             | Ray Austin       | 20. Nov. 1975       | 18. Nov. 1975        | nicht im ZDF gesendet             | 20. Juli 2013                             |
| 17        | 17          | Angriff aus dem Weltall            | War Games                   | Charles Crichton | 25. Sep. 1975       | 28. Okt. 1975        | 16. Okt. 1977                     | 27. Juli 2013                             |
| 18        | 18          | Zwischen zwei Planeten             | The Last Enemy              | Bob Kellett      | 19. Feb. 1976       | 9. Dez. 1975         | 4. Sep. 1977                      | 3. Aug. 2013                              |
| 19        | 19          | Wütender Geist                     | The Troubled Spirit         | Ray Austin       | 5. Feb. 1976        | 23. Feb. 1976        | nicht im ZDF gesendet             | 10. Aug. 2013                             |
| 20        | 20          | Wer programmiert Kelly             | Space Brain                 | Charles Crichton | 29. Jan. 1976       | 16. Feb. 1976        | 2. Okt. 1977                      | 17. Aug. 2013                             |
| 21        | 21          | Die Teufelsmaschine                | The Infernal Machine        | David Tomblin    | 8. Jan. 1976        | 26. Jan. 1976        | 21. Aug. 1977                     | 24. Aug. 2013                             |
| 22        | 22          | Das Notsignal                      | Mission of the Darians      | Ray Austin       | 30. Okt. 1975       | 4. Nov. 1975         | nicht im ZDF gesendet             | 31. Aug. 2013                             |
| 23        | 23          | Wächter des Todes                  | Dragon’s Domain             | Charles Crichton | 23. Okt. 1975       | 16. Dez. 1975        | nicht im ZDF gesendet             | 7. Sep. 2013                              |
| 24        | 24          | Das Vermächtnis der Arkadianer     | The Testament of Arkadia    | David Tomblin    | 12. Feb. 1976       | 2. Dez. 1975         | nicht im ZDF gesendet             | 14. Sep. 2013                             |

### Zweite Staffel (1976 bis 1977)
Produzenten: Gerry Anderson, Fred Freiberger
| Prod.-Nr. | Lfd. Nummer | Titel                        | Originaltitel                 | Regisseur        | Erstausstrahlung UK | Erstausstrahlung USA | Erstausstrahlung D (ZDF, gekürzt) | Erstausstrahlung D (RTL Nitro, ungekürzt) |
| --------- | ----------- | ---------------------------- | ----------------------------- | ---------------- | ------------------- | -------------------- | --------------------------------- | ----------------------------------------- |
| 1         | 25          | Die Metamorphose             | The Metamorph                 | Charles Crichton | 4. Sep. 1976        | 18. Sep. 1976        | 9. Apr. 1978                      | 21. Sep. 2013                             |
| 2         | 26          | Die Verstoßenen              | The Exiles                    | Ray Austin       | 11. Sep. 1976       | 12. Dez. 1976        | 23. Apr. 1978                     | 28. Sep. 2013                             |
| 3         | 27          | Das Androidenvolk            | One Moment of Humanity        | Charles Crichton | 25. Sep. 1976       | 30. Jan. 1977        | nicht im ZDF gesendet             | 5. Okt. 2013                              |
| 4         | 28          | Schottische Geschichten      | Journey to Where              | Tom Clegg        | 18. Sep. 1976       | 2. Okt. 1976         | 21. Mai 1978                      | 26. Okt. 2013                             |
| 5         | 29          | Der entscheidende Stoff      | All That Glisters             | Ray Austin       | 28. Okt. 1976       | 25. Sep. 1976        | 7. Mai 1978                       | 12. Okt. 2013                             |
| 6         | 30          | Der Händler                  | The Taybor                    | Bob Brooks       | 4. Nov. 1976        | 9. Okt. 1976         | nicht im ZDF gesendet             | 2. Nov. 2013                              |
| 7         | 31          | Die Aussätzigen von Archanon | The Mark of Archanon          | Charles Crichton | 16. Okt. 1976       | 23. Okt. 1976        | nicht im ZDF gesendet             | 23. Nov. 2013                             |
| 8         | 32          | Rühr nicht die Pflanze an!   | The Rules of Luton            | Val Guest        | 23. Okt. 1976       | 6. Nov. 1976         | 18. Juni 1978                     | 16. Nov. 2013                             |
| 9         | 33          | Der Roboter                  | Brian the Brain               | Kevin Connor     | 2. Okt. 1976        | 30. Okt. 1976        | nicht im ZDF gesendet             | 30. Nov. 2013                             |
| 10        | 34          | Der Schöpfer                 | New Adam, new Eve             | Charles Crichton | 9. Okt. 1976        | 16. Okt. 1976        | nicht im ZDF gesendet             | 7. Dez. 2013                              |
| 11        | 35          | Planet der Wartenden         | The A B Chrysalis             | Val Guest        | 18. Nov. 1976       | 13. Nov. 1976        | 17. Sep. 1978                     | 21. Dez. 2013                             |
| 12        | 36          | Gegen die Zeit               | Catacombs of the Moon         | Robert Lynn      | 25. Nov. 1976       | 20. Nov. 1976        | 3. Sep. 1978                      | 14. Dez. 2013                             |
| 13        | 37          | Das Spiegelwunder            | Seed of Destruction           | Kevin Connor     | 11. Nov. 1976       | 27. Nov. 1976        | 6. Aug. 1978                      | 28. Dez. 2013                             |
| 14        | 38          | Die Feuerwolke               | The Beta Cloud                | Robert Lynn      | 16. Dez. 1976       | 16. Jan. 1977        | 9. Juli 1978                      | 5. Jan. 2014                              |
| 15        | 39          | Die andere Seite             | A Matter of Balance           | Charles Crichton | 9. Dez. 1976        | 9. Jan. 1977         | 4. Juni 1978                      | 19. Jan. 2014                             |
| 16        | 40          | Der böse Zauber              | Space Warp                    | Peter Medak      | 2. Dez. 1976        | 2. Jan. 1977         | 1. Okt. 1978                      | 12. Jan. 2014                             |
| 17        | 41          | Besuch von der Erde? Teil 1  | The Bringers of Wonder Part 1 | Tom Clegg        | 4. Aug. 1977        | 20. Feb. 1977        | nicht im ZDF gesendet             | 26. Jan. 2014                             |
| 18        | 42          | Besuch von der Erde? Teil 2  | The Bringers of Wonder Part 2 | Tom Clegg        | 11. Aug. 1977       | 27. Feb. 1977        | nicht im ZDF gesendet             | 2. Feb. 2014                              |
| 19        | 43          | Tödliche Strahlung           | The Lambda Factor             | Charles Crichton | 23. Dez. 1976       | 23. Jan. 1977        | nicht im ZDF gesendet             | 9. Feb. 2014                              |
| 20        | 44          | Die Meuterei                 | The Seance Spectre            | Peter Medak      | 18. Aug. 1977       | 13. Feb. 1977        | 20. Aug. 1978                     | 16. Feb. 2014                             |
| 21        | 45          | Gestaltenwandler             | Dorzak                        | Val Guest        | 25. Aug. 1977       | 6. März 1977         | nicht im ZDF gesendet             | 23. Feb. 2014                             |
| 22        | 46          | Jagdspiele                   | Devil’s Planet                | Tom Clegg        | 1. Sep. 1977        | 20. März 1977        | nicht im ZDF gesendet             | 2. März 2014                              |
| 23        | 47          | Zorans Schicksal             | The Immunity Syndrome         | Bob Brooks       | 29. Okt. 1977       | 13. März 1977        | 15. Okt. 1978                     | 9. März 2014                              |
| 24        | 48          | Die Letzte ihrer Art         | The Dorcons                   | Tom Clegg        | 12. Nov. 1977       | 27. März 1977        | nicht im ZDF gesendet             | 16. März 2014                             |

### Veröffentlichung auf DVD und Blu-ray
Die 18 nicht vom ZDF ausgestrahlten Episoden wurden ab 2004 in deutscher Neusynchronisation auf DVD von e-m-s veröffentlicht. Die bei der Erstausstrahlung im ZDF geschnittenen Szenen wurden für die DVD-Veröffentlichung ebenfalls nachsynchronisiert und wieder eingefügt.
2012 erschien bei Sunrise die erste Staffel der Serie erstmals in HD auf Blu-ray; allerdings aufgeteilt auf zwei Boxen mit irreführender Bezeichnung. Die Serie erschien zeitgleich komplett (Staffel 1 und 2) auf DVD unter Verwendung desselben HD-Materials. Außerdem wurde von Marketing Film eine 3D-Blu-ray (konvertiert) mit den Episoden Die Katastrophe, Rückkehr der Toten, Die schwarze Sonne und Ein Ring von Licht herausgebracht.
Eine Neuauflage in HD von Staffel 1 erschien in der Reihe Fernsehjuwelen bei Alive am 27. November 2015 auf Blu-ray Disc. Die Episoden sind inhaltlich sowohl mit den alten e-m-s-DVDs als auch mit den Sunrise-Blu-rays identisch. Staffel 2 erschien erstmals am 26. Februar 2016 in HD.

## Spielfilme
| Nr. | Englischer Titel              | Deutscher Titel                                   | Deutsche Erstausstrahlung (SAT.1) | Episoden                                 | Produktionsjahre der Spielfilme (Episoden) |
| --- | ----------------------------- | ------------------------------------------------- | --------------------------------- | ---------------------------------------- | ------------------------------------------ |
| 1.  | Alien Attack                  | Alien Attack – Die Außerirdischen schlagen zurück | 2. Apr. 1994                      | Die Katastrophe Angriff aus dem Weltall  | 1979 (bzw. 1975)                           |
| 2.  | Journey Through The Black Sun | Black Sun – Der Todesplanet greift an             | 15. Mai 1994                      | Die schwarze Sonne Auf gefährlichem Kurs | 1982 (bzw. 1975)                           |
| 3.  | Cosmic Princess               | Cosmic Princess                                   | nicht in Deutschland gesendet     | Die Metamorphose Der böse Zauber         | 1982 (bzw. 1976)                           |
| 4.  | Destination: Moonbase Alpha   | Angriff auf Alpha 1                               | 24. Apr. 1994                     | Besuch von der Erde – Teil 1 & 2         | 1978 (bzw. 1977)                           |

Alle Filmversionen sind Episodenzusammenschnitte (siehe Kompilationsfilm). Bei den Filmen wurde die Handlung leicht verändert und in das Jahr 2100 verlegt. Außerdem wurden für Alien Attack zusätzliche Szenen nachgedreht (sämtliche Szenen, die auf der Erde spielen).
Die Filme Alien Attack – Die Außerirdischen schlagen zurück und Black Sun – Der Todesplanet greift an erschienen in Deutschland bei Arcade Video auf VHS und wurden dafür neu synchronisiert. Angriff auf Alpha 1 erschien bei CBS/Fox und erhielt erstmals eine deutsche Fassung; der Zweiteiler war im ZDF nicht gesendet worden. Cosmic Princess erschien in Deutschland nicht auf VHS, sondern feierte seine Deutschlandpremiere auf DVD.
In Italien erschien ein weiterer Spielfilm unter dem Titel Spazio: 1999. Es handelt sich um einen Zusammenschnitt der Episoden Breakaway, Ring Around The Moon und Another Time, Another Place. Ennio Morricone komponierte für den Film, der nur in Italien im Kino lief und bei Avofilm auf VHS erschien, eine neue Filmmusik.

### Veröffentlichung auf DVD
Alle vier Filme erschienen in Deutschland auf DVD bei Starlight Film (Amaray-Hülle) und Marketing Film (limitierte Hardbox).
Die DVDs beinhalten alle verfügbaren deutschen Synchronfassungen, sodass man bei drei Filmen zwischen Video- und TV-Synchronisation wählen kann.

## Produktion

### Erste Staffel
Gerry Anderson und seine Frau Sylvia Anderson bereiteten 1973 die zweite Staffel der Serie UFO vor. Die Handlung sollte sich nun auf die Mondbasis konzentrieren und im Jahr 1999 spielen. Zunächst sollte die Mondbasis, ähnlich wie in der ersten Staffel, die Erde vor Bedrohungen aus dem Weltraum verteidigen. Aufgrund sinkender Quoten wurde das Konzept allerdings nochmals stark verändert; aus einer Fortsetzung der Serie UFO entwickelte sich Space: 1999. Darin sollte die Reise des Mondes durch das Weltall erzählt werden, der durch eine Katastrophe aus der Erdumlaufbahn geschleudert worden war. 50.000 Pfund waren bereits von ITC in das UFO-Projekt gesteckt worden und konnten nun weiter verwendet werden. Im November 1973 begann die Produktion. Eine Folge der Serie kostete 120.000 Pfund; sie war damals die teuerste im britischen Fernsehen. Die Serie stieß vor allem beim US-amerikanischen Publikum auf Begeisterung.
Die Titelmusik zur ersten Staffel komponierten Barry Gray und der Rockmusiker Vic Elmes, der zuvor bereits mit seiner Band „Christie“ (Weltweite Hits wie Yellow River und San Bernadino seit 1970) erfolgreich auftrat. Barry Gray, der eine klassische Musikausbildung genossen hatte, konnte mit Rockmusikern nicht viel anfangen, dennoch war gerade die Mischung von Klassik und Rockmusik bei der Titelmusik wegweisend. Vic Elmes spielte das bekannte Gitarrenriff selbst ein. Als Backing-Band spielte „Zebra“.
Die Spezialeffekte und das Design der „Adler“ orientierten sich am Look des Films 2001: Odyssee im Weltraum. Brian Johnson hatte an beiden Projekten mitgearbeitet. Das Adler-Design diente seinerseits wiederum George Lucas als Inspirationsquelle.

### Zweite Staffel
Zwischen der Produktion der ersten Staffel und der Fortsetzung verging fast ein Jahr. Da die Serie besonders in den USA erfolgreich war, bestand man in New York darauf, dass die Serie stärker dem US-amerikanischen Geschmack angepasst wurde. Gerry Anderson, der sich mittlerweile von seiner Frau getrennt hatte, engagierte Fred Freiberger, der für die anschließenden drastischen Veränderungen verantwortlich zeichnete: Ein Großteil der bekannten Charaktere wurde kommentarlos ausgetauscht, die Kulissen und Uniformen wurden verändert und eine neue Titelmusik wurde von Derek Wadsworth komponiert. Darüber hinaus wurden auch die Drehbücher actionlastiger gestaltet.

### Geplante dritte Staffel
Während der Dreharbeiten der letzten Folgen der 2. Staffel entwickelte das Produktionsteam Pläne für eine 3. Staffel und eine Ablegerserie; Mondbasis Alpha war auch mit verändertem Konzept im zweiten Jahr ausreichend erfolgreich für eine Fortsetzung gewesen. Die 3. Staffel sollte jedoch nur aus 13 Episoden bestehen. Außerdem sollte Maya zu einer neuen Serie mit dem Titel Maya wechseln, die ebenfalls 13 Folgen pro Jahr umfassen sollte.
ITC-Präsident Lew Grade sagte schon das Budget für die beiden Serien zu, zog sein Angebot allerdings zurück, da er stattdessen in die Werbung für die 40-Millionen-Dollar-Produktion Hebt die Titanic investierte. Die Fortsetzung und die Maya-Serie waren damit vom Tisch.
Das Restbudget von Mondbasis Alpha 1 verwendete Lew Grade für die Krimiserie Simon Templar – Ein Gentleman mit Heiligenschein, die nach einer Staffel eingestellt wurde und nicht an das erfolgreiche Original Simon Templar mit Roger Moore anknüpfen konnte.
Die 3. Staffel von Mondbasis Alpha 1 erschien in den USA in Buchform; bis November 2014 erschienen 16 Bücher.

## Deutsche Fassungen
30 der insgesamt 48 Episoden wurden 1977/78 für das ZDF in den Alster Studios in Hamburg synchronisiert und in einer gekürzten Fassung ausgestrahlt. 2004 wurde die Serie erstmals komplett auf DVD veröffentlicht. Die bis dahin fehlenden Szenen in den ZDF-Folgen wurden dafür nachsynchronisiert und für die 18 vom ZDF ausgelassenen Folgen wurden neue Synchronfassungen erstellt. Die Nachsynchronisation wurde von der TV+Synchron GmbH in Berlin im Auftrag von e-m-s new media erstellt. Da die Sprecher von Martin Landau und Barry Morse bereits verstorben waren und Renate Pichler und Joachim Richert nicht mehr zur Verfügung standen, wurden diese durch ähnlich klingende Sprecher ersetzt. Alle weiteren Sprecher der ZDF-Fassung wurden wieder engagiert. Auch die Sprecher der Gaststars wurden, wenn möglich, wieder reaktiviert bzw. durch ähnlich klingende Stimmen ersetzt. Diese restaurierte Synchronfassung ist die Basis für alle DVD- und Blu-ray-Veröffentlichungen und war 2013 erstmals auf RTL Nitro zu sehen.
Der Vorspann wurde in der deutschen Fassung generell auf wenige Sekunden gekürzt. In einigen Folgen der ersten Staffel (z. B. Die schwarze Sonne) und in allen Folgen der 2. Staffel wurde ein kurzer Ausschnitt aus Jean-Michel Jarres Oxygène II als Titelmusik verwendet. Für die Episode Rückkehr der Toten nutzte das ZDF die Titelmusik von Krieg der Sterne in Form der Star-Wars-Disco-Version von Meco, die 1977 auf Platz 1 in den US-Charts war. Sämtliche deutsche Versionen des Vorspanns sind auf den e-m-s-DVDs und den Alive-Blu-rays als Bonusmaterial enthalten.
Bei der deutschen Erstausstrahlung im ZDF hatte Mondbasis Alpha 1 eine Einschaltquote von bis zu 40 Prozent aller Zuschauer.
In den 1990er-Jahren erschienen drei der vier Spielfilme auf VHS. Die Filme wurden von drei unterschiedlichen Synchronfirmen in München, Berlin (Deutsche Synchron) und Hamburg bearbeitet. Die Sprecher weichen daher sowohl untereinander als auch im Vergleich zur Serie voneinander ab.
| Darsteller       | Synchronisation ZDF 1977/78   | Nachsynchronisation DVD | Film Die Außerirdischen schlagen zurück | Film Der Todesplanet greift an | Film Angriff auf Alpha 1 |
| ---------------- | ----------------------------- | ----------------------- | --------------------------------------- | ------------------------------ | ------------------------ |
| Martin Landau    | Manfred Schott                | Bernd Rumpf             | Michael Brennicke                       | Edgar Ott                      | Günter König             |
| Barbara Bain     | Renate Pichler                | Ana Fonell              | Helga Trümper                           | Barbara Adolph                 |                          |
| Barry Morse      | Wolf Rahtjen                  | Joachim Siebenschuh     | Norbert Gastell                         | Eric Vaessen                   | (kein Auftritt)          |
| Nick Tate        | Joachim Richert               | Thomas Nero Wolff       | Leon Rainer                             | Norbert Gescher                |                          |
| Zienia Merton    | Heidi Berndt                  | Heidi Berndt            |                                         |                                |                          |
| Prentis Hancock  | Peter Kirchberger             | Peter Kirchberger       | Bernd Stephan                           | Engelbert von Nordhausen       | (kein Auftritt)          |
| Clifton Jones    | Henry König                   | Henry König             | Fred Klaus                              | Helmut Krauss                  | (kein Auftritt)          |
| Anton Phillips   | Wolfgang Kaven                | Wolfgang Kaven          |                                         | Hans-Jürgen Dittberner         | (kein Auftritt)          |
| Suzanne Roquette |                               |                         |                                         | Heike Schroetter               | (kein Auftritt)          |
| Catherine Schell | Katrin Schaake                | Katrin Schaake          | (kein Auftritt)                         | (kein Auftritt)                |                          |
| Tony Anholt      | Volker Brandt                 | Volker Brandt           | (kein Auftritt)                         | (kein Auftritt)                | Peter Lakenmacher        |
| Jeffrey Kissoon  | Wolfgang Kaven, Lutz Mackensy | Lutz Mackensy           | (kein Auftritt)                         | (kein Auftritt)                |                          |
| Yasuko Nagazumi  | Heidi Schaffrath              | Heidi Schaffrath        | (kein Auftritt)                         | (kein Auftritt)                |                          |
| John Hug         | Andreas von der Meden         | Andreas von der Meden   | (kein Auftritt)                         | (kein Auftritt)                |                          |

## Besonderheiten
- Bei der deutschen Erstausstrahlung der Episode Zorans Schicksal am 15. Oktober 1978 wurde die Ausstrahlung zugunsten der Wahlberichterstattung der Landtagswahlen in Bayern unterbrochen und das Ende dem Zuschauer unterschlagen. Nur aufgrund massiver Proteste der Zuschauer reichte das ZDF die letzten Minuten der Folge fünf Tage später im Rahmen der Informationssendung Die Drehscheibe nach, allerdings ohne die Zuschauer vorab davon in Kenntnis zu setzen.

- In der deutschen Version der Episode Ein Ring von Licht („Ring around the Moon“) verwendet Commander Koenig den Star-Trek-Begriff „Beamen“ für den Ferntransport von Gegenständen.

- Ein Teil der Kulissen und Requisiten wurde 1978/79, wenige Jahre nach Ende der Serie, in dem James-Bond-Film Moonraker wiederverwendet. So wurden beispielsweise die mit PVC-„Tütenlampen“ bestückten Instrumentenkonsolen im Anti-Radar-Kontrollraum von Drax’ Satelliten ursprünglich als Steuerpulte in der Zentrale von „Alpha“ eingesetzt.

- In Episode 12 der japanischen Science-Fiction-Zeichentrickserie 009-1 sieht man Adler-Raumschiffe aus Mondbasis Alpha 1 und S.H.A.D.O.-Mobile aus UFO.

- In der Folge Der letzte Trekki (Where No Fan Has Gone Before) der Zeichentrickserie Futurama sieht man ein Adler-Raumschiff.

- Im Thunderbirds-Spielfilm Thunderbirds In Outer Space sieht man bei der Titelmusik „Adler“, „Falke“ und andere Raumschiffe aus Mondbasis Alpha 1.

- Von der Band Fuzzbox gibt es ein Musikvideo zum Lied International Rescue, in dem Spezialeffekt-Szenen aus Mondbasis Alpha 1 eingearbeitet wurden. Auch die Rah Band verwendete beim Video zu Clouds Across The Moon Szenen aus Gerry Andersons SF-Serie. Weiterhin wurden Szenen aus Mondbasis Alpha 1 in einer Episode von Wonder Woman recycelt. Ferner enthält das Video zu Wishing von A Flock of Seagulls Szenen aus der Serie.

- Am Schluss des Films Der Große mit seinem außerirdischen Kleinen sieht man einen Bomber und zwei Mark-IX-Hawk-Raumjäger aus der Mondbasis-Alpha-1-Episode Angriff aus dem Weltall.

- Im Verlag Bastei-Lübbe erschienen 12 Taschenbücher zur 2. Staffel unter dem Titel Mondstation 1999. Die Roman-Rechte an der ersten Staffel besaß der Breitschopf-Verlag, der vier Bücher veröffentlichte. Bastei-Lübbe übersetzte alle sechs Romane der 2. Staffel ins Deutsche. Als nach Veröffentlichung der englischen Romane das Material auszugehen schien, setzte Bastei-Lübbe die erfolgreiche Roman-Serie kurzerhand mit eigenen deutschen Autoren in sechs weiteren Bänden fort. Im letzten Roman gibt es ein alternatives Ende, wo es den Alphanern gelingt, wieder Kontakt mit der Stadt Texas City auf der Erde aufzunehmen, und sich eine dauerhafte Rückkehrmöglichkeit zur Erde ergibt.

- Zum Spielfilm Angriff auf Alpha 1 erschienen zwei verschiedene Single-Schallplatten mit dem Endtitelsong: eine mit dem englischen Original Space von Oliver Onions und eine weitere mit Flieg mit mir (Raumschiff 1999) von Berry Sarluis (deutschsprachige Version von Space).

## Fortsetzungen

### Fanfilme
Anlässlich der Breakaway-Convention im September 1999 in Los Angeles wurde der siebenminütige Fan-Kurzfilm Message from Moonbase Alpha produziert. Sandra Benes meldet sich darin mit einer letzten Nachricht und teilt mit, die Alphaner hätten nach einer 20-jährigen Odyssee endlich einen Planeten gefunden und würden sich auf Terra Alpha niederlassen.
Für diesen Film wurden Requisiten und Kostüme verwendet, die sich kaum von der Serie unterscheiden und Zienia Merton übernahm noch einmal die Rolle der Sandra Benes. Das Drehbuch stammte von Johnny Byrne, der in den 1970er Jahren schon die meisten Drehbücher für Mondbasis Alpha 1 schrieb.
Es wurden darüber hinaus weitere Fan-Filme erstellt, in denen die Geschichten der Mondbasis fortgesetzt wurden. So kehrte Barry Morse beispielsweise in The Return Of Victor Bergman ebenfalls noch einmal in seine alte Rolle zurück.

### Neuinterpretation
Im Februar 2012 wurde berichtet, dass ITV Studios America und HDFILMS an einer Neuverfilmung unter dem Titel Space: 2099 arbeiten.